# Cryptobranchus bishopi
Cryptobranchus bishopi es una especie de anfibio caudado de la familia Cryptobranchidae nativo de América del Norte. Es considerado por muchos autores como una subespecie de la salamandra gigante americana (Cryptobranchus alleganiensis).